# 旌善駅
旌善駅（チョンソンえき）は、大韓民国江原特別自治道旌善郡旌善邑愛山里にある、韓国鉄道公社旌善線の駅である。

## 駅構造
- 島式ホーム1面2線の地上駅。

## 駅周辺
- 鳳陽初等学校
- 旌善愛山郵便取扱局
- 旌善郡庁第2庁舎
- 旌善郡国民体育センター

## 歴史
- 1967年1月20日：開業。
- 2015年1月22日：旌善アリラン列車（A-train）運行開始[1]。

## 隣の駅
韓国鉄道公社
旌善線
仙坪駅 - 旌善駅 - 羅田駅